# باغک (قم)
باغک، روستایی است از توابع بخش مرکزی شهرستان قم در استان قم ایران.
این روستا در شمالی‌ترین نقطه مسکونی استان قم از دیدگاه مختصات جغرافیایی قرار گرفته است.

## جمعیت
این روستا در دهستان قمرود قرار دارد و براساس سرشماری مرکز آمار ایران در سال ۱۳۸۵، جمعیت آن ۴۸ نفر (۱۵خانوار) بوده‌است.